# Cyclocephala fulgurata
Cyclocephala fulgurata är en skalbaggsart som beskrevs av Hermann Burmeister 1847. Cyclocephala fulgurata ingår i släktet Cyclocephala och familjen Dynastidae. Inga underarter finns listade i Catalogue of Life.